# Simon Tailleu

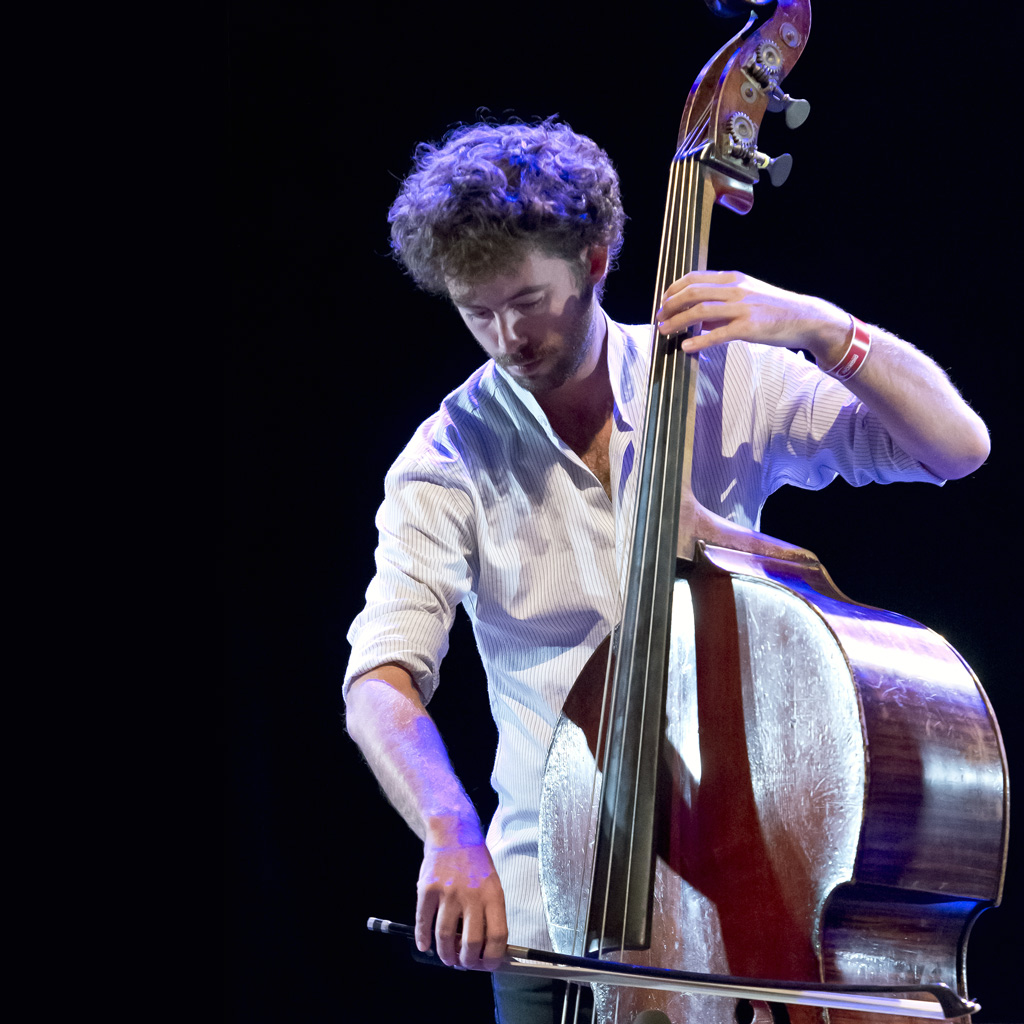
Simon Tailleu

Simon Tailleu (* 1983 in Martigues) ist ein französischer Jazzmusiker (Kontrabass, Bassgitarre, Komposition).

## Leben und Wirken
Tailleu, dessen Vater als Amateur Jazzmusiker ist, erhielt ab dem Alter von sechs Jahren klassischen Klavierunterricht. Mit 15 Jahren bat ihn sein Vater, ihn und seine Freunde auf dem E-Bass zu begleiten. Er erhielt drei Jahre lang Unterricht am Institut musical de formation professionnelle in Salon-de-Provence. Am Ende des Studiums erhielt er die Goldmedaille des Konservatoriums als bester Absolvent. Zwischen 2006 und 2010 absolvierte er ein Masterstudium am Conservatoire national supérieur de musique et de danse de Paris bei Riccardo Del Fra.
Tailleu spielte 2005 in der Gruppe Newtopia von Raphaël Imbert (mit Yaron Herman, Zim Ngqawana, Stéphane Caracci und Cedrick Bec). 2008 gründete er das Quartett Tout Finira Bien mit Gilles Bourgain, Florent Hubert und Stéphan Caracci, mit dem er bisher zwei Alben veröffentlichte. Er trat regelmäßig in Frankreich auf und trat auf Festivals wie dem von Antibes Jazz Festival, dem Banlieues Bleues Festival oder Jazz in Marciac auf. Mit dem Trio von Yaron Herman tourte er in Europa, mit Thomas Enhco in Asien. Vier Jahre lang begleitete er Youn Sun Nah. Auch spielte er im Medium Ensemble von Pierre de Bethmann.
Tilleu gehörte auch zu Didier Lockwoods Jazz Angels (mit dem Pianisten und Geiger Thomas Enhco und dem Schlagzeuger Nicolas Charlier) und ist seit 2015 Mitglied im Sfumato-Quintett von Émile Parisien. Weiterhin spielte er mit Jazzmusikern wie Walter Smith, Marcus Gilmore, Michel Portal, Stéphane Belmondo, Alexandra Grimal, Vincent Peirani, Biréli Lagrène, Nikolas Anadolis und Federico Casagrande. Er ist auch auf Alben von Yochk’o Seffer, François Cordas, Paul Lay, Sylvia Versini und dem Aum Grande Ensemble zu hören.

## Preise und Auszeichnungen
2005 gewann er mit Imberts Band Newtopia den ersten Preis als beste Gruppe beim nationalen Jazzwettbewerb von La Défense. Im Folgejahr erhielt er dort den ersten Kompositionspreis und mit der Gruppe In&Out den zweiten Gruppenpreis. Außerdem gewann er 2011 mit den Brüdern Enhco den Gruppenpreis beim Internationalen Wettbewerb von Montauban.

## Diskographische Hinweise
- Tout Finira Bien Au cœur (Igloo, 2016)
- Émile Parisien Quintet Sfumato (Act 2016, mit Joachim Kühn, Manu Codjia, Mário Costa, sowie Michel Portal, Vincent Peirani)
- Melusine Melusine (Babil 2017, mit Anthony Caillet, Christophe Girard, William Rollin, Stan Delannoy)
- Sfumato Live in Marciac (Act 2018, mit Joachim Kühn, Manu Codija, Mário Costa, sowie Wynton Marsalis, Michel Portal, Vincent Peirani)
- AUM Grand Ensemble: You've Never Listened to the Wind (Onze Heures Onze 2018, mit Julien Pontvianne, Antonin-Tri Hoang, Jean-Brice Godet, Jozef Dumoulin, Tony Paeleman, Alexandre Herer, Richard Comte, Amélie Grould, Stéphane Garin, Youen Cadiou, Julien Loutelier, Ellen Giacone, Dylan Corlay, Pierre Favrez)